# قياساوات
القيَّاساوات أو تحت فصيلة بلوسييني (الاسم العلمي: Plusiinae)، هي أسرة من الحشرات تتبع فصيلة الليليات من رتبة حرشفيات الأجنحة.

## التصنيف
- أسرة القيَّاساوات
  - قبيلة القياساوية
    - تحت قبيلة القيَّاسينة
      - جنس القيَّاسة